# Roger-Luc Mary
Pour les articles homonymes, voir Mary et Luc Mary.
 (décembre 2020).
Si vous disposez d'ouvrages ou d'articles de référence ou si vous connaissez des sites web de qualité traitant du thème abordé ici, merci de compléter l'article en donnant les références utiles à sa vérifiabilité et en les liant à la section « Notes et références ».
Roger-Luc Mary est un écrivain et journaliste français né le 1er mai 1930 à Alger et mort en 2002.

## Biographie
Autodidacte, écrivain-parapsychologue, ufologue, journaliste et conférencier. Il fut aussi musicien de jazz de 1948 à 1969. 
Durant plus de vingt ans, il parcourut le monde en étudiant l'archéologie, l'ethnologie, la philosophie et les religions. 
Auteur-compositeur, il a été interprété par Sylvie Vartan, Tino Rossi, Danielle Darrieux, Stan Getz, Ella Fitzgerald et Al Jarreau. 
Il abandonne la musique en 1969 pour se consacrer à la parapsychologie. Il publie alors de nombreux articles tout en occupant le poste de rédacteur en chef du journal la Voix communale. Pour son roman Le Matin des solitudes, il obtient, en 1974, le Prix de la Presse de la ville de Cannes, présidé par MM. René Huyghe de l'Académie française et Armand Lanoux de l'Académie Goncourt et décerné par la Ve Biennale Arts et Lettres. 
En 1978, il fonde avec Jimmy Guieu l'Institut mondial des sciences avancées (I.M.S.A), dont il sera le président à titre honorifique à partir de 1993. Il participe aussi aux comités de rédaction de plusieurs magazines, dont L'Actualité de l'Histoire, Se soigner autrement et L'Inconnu.
En 1981, il publie ses connaissances approfondies en ufologie dans Les Germes de la connaissance dont Jimmy Guieu dira ironiquement que cet ouvrage se voulait « le Livre du siècle » par son auteur. Ayant toujours eu une situation financière précaire malgré son talent d'écrivain, il symbolisa le chercheur fauché mais riche en connaissances et humanisme.
Roger-Luc Mary décède le 26 mai 2002 à Toulon (France).

## Ses ouvrages
- Réussir grâce à la concentration (De Vecchi)
- L'Hypnose (2 tomes, De Vecchi)
- La Franc-maçonnerie (5 tomes, De Vecchi)
- Le livre de l'astrologie (De Vecchi)
- Rose+Croix et rosicrucianisme (De Vecchi)
- Apparitions, fantômes et lieux hantés (De Vecchi)
- Les Grandes Religions (De Vecchi)
- Mythes et mystères de la tradition celtique (De Vecchi)
- La programmation positive (De Vecchi)
- Les pulsions (De Vecchi)
- Les archives secrètes de l'occultisme (Dervy)
- Dictionnaire de l'occultisme (Dervy)
- Le Diable, hier et aujourd'hui (L'Actualité de l'Histoire)
- La légende d'Hirkan (Osmondes)
- OVNI, an 2000 (Osmondes)
- Le Guide de l'ésotérisme (Osmondes)
- Survol de l'impossible (France Europe Presse)
- La Psycho-Mutation et l'expérience extraterrestre (Le Rocher)
- Ne resistez pas aux extra-terrestres (Le Rocher)
- Le Grand Contact (Michel Moutet)
- Les Germes de la Connaissance (La Marge)
- Coup de poing, coup de cœur (La Marge)
- L'Initiation (Guy Trédaniel)
- L'Homme conjuré (Partage)
- L'énigme templière (Fernand Lanore)